# Jeff VanderMeer
Jeff VanderMeer (7 de julio de 1968) es un escritor, editor y crítico literario estadounidense.
Inicialmente asociado al género literario New Weird, VanderMeer pasó al éxito principalmente gracias a su la trilogía Southern Reach. La primera de las novelas que la conforman fue Aniquilación, con la que ganó los premios Nébula y Shirley Jackson, obra que posteriormente sería adaptada al cine de la mano del director británico Alex Garland.

## Biografía
VanderMeer nació en Bellefonte, en el estado de Pensilvania (Estados Unidos), pero pasó gran parte de su infancia en las Islas Fiyi, donde sus padres trabajaron para el Cuerpo de Paz. De vuelta a Estados Unidos, pasó un tiempo en Ithaca (Estado de Nueva York) y Gainesville (Estado de Florida). Fue a la Universidad de Florida durante tres años y en 1992, participó en el Clarion Workshop, un taller de seis semanas para escritores aspirante de ciencia ficción que se realiza en Pensilvania.
A la edad de 20 años, VanderMeer leyó la novela The Infernal Desire Machines of Doctor Hoffman de la escritora Angela Carter, afirmando que esa obra «me dejó pasmado, me impactó mucho en mi cerebro: nunca había encontrado nunca una prosa como ésta, con tal pasión y audacia en las páginas». Fruto de esa obra de Carter, sirvió de inspiración a VanderMeer para mejorar y no tener miedo de su propia prosa.
VanderMeer empezó su carrera de escritor a finales de la década de 1980 mientras todavía estaba en la escuela secundaria y rápidamente se convirtió en un prolífico colaborador de las revistas de prensa locales. Durante este tiempo, VanderMeer escribió una serie de cuentos de horror y fantasía, algunos de los cuales fueron lanzados en su 1989 dentro de la colección The Book of Frog, y posteriormente en la colección The Book of Lost Places en 1996.
Uno de los primeros éxitos del autor fue su colección de cuentos cortos publicados en 2001 bajo el nombre  City of Saints and Madmen, ambientada en la ciudad imaginaria de Ambergris. Varias de las novelas de VanderMeer fueron fijadas posteriormente en Ambergris incluyendo Shriek: An Afterword en 2006 y Finch en 2009, el último de los cuales llegó a ser finalista para los Premios Nébula como mejor novela. En el año 2000 su novela The Transformation of Martin Lake ganó el premio de la fantasía del mundo.
Tres años más tarde, en 2003, VanderMeer se casó con Ann Kennedy, editora de la pequeña revista Buzzcity Press y la revista Silver Web, viviendo ambos en Tallahassee, Florida.
En 2014, de la mando de la editorial Farrar, Straus y Giroux, publicó su mayor éxito: la trilogía Southern Reach, que consiste en las novelas Aniquilación, Autoridad y Aceptación,  centrándose en una agencia secreta que gestiona las expediciones a un punto de la Tierra, protegido y deshabitado, conocido como Área X, donde han dejado de aplicarse las leyes de la física conocidas y con una naturaleza desbordada. Posteriormente, y de la mano del cineasta británico Alex Garland, se realizó una adaptación de la primera parte de la trilogía, Aniquilación.

## Crítica
VanderMeer ha sido denominado «uno de los más notables escritores de literatura fantástica en América de hoy en día», y «rey de la ficción insólita» por The New Yorker con unos relatos que huyen de las clasificaciones de género habituales incluso cuando sus obras incorporan temas y elementos de géneros como el posmodernismo, ecoficción, una nueva ficción extravagante y posapocalíptica.
La escritura de VanderMeer ha sido descrita como «evocadora (con) observaciones intelectuales profundas e inquietantes» y ha sido comparada con las obras de Jorge Luis Borges, Franz Kafka y Thoreau.

## Obra

### Ficción
| Año  | Título original                                                          | Traducción oficial | Nominaciones y premios                                                           |
| ---- | ------------------------------------------------------------------------ | ------------------ | -------------------------------------------------------------------------------- |
| 1996 | Dradin, In Love                                                          | -                  |                                                                                  |
| 1999 | The Hoegbotton Guide to the Early History of Ambergris, by Duncan Shriek | -                  |                                                                                  |
| 2000 | The Transformation of Martin Lake                                        |                    | Ganado - Premio Mundial de Fantasía                                              |
| 2001 | Mansions of the Moon                                                     |                    |                                                                                  |
| 2003 | Veniss Underground                                                       | Veniss soterrada   |                                                                                  |
| 2006 | Shriek: An Afterword                                                     | -                  |                                                                                  |
| 2006 | My Report on the Secret Life of Shane Hamill                             |                    |                                                                                  |
| 2008 | Predator                                                                 | -                  |                                                                                  |
| 2008 | Fixing Hanover                                                           |                    |                                                                                  |
| 2009 | Finch                                                                    | -                  | Nominado - Premio Mundial de Fantasía Nominado - Premio Nébula a la mejor novela |
| 2014 | Annihilation, de la trilogía Southern Reach                              | Aniquilación       | Ganado - Premio Nébula a la mejor novela Ganado - Premio Shirley Jackson         |
| 2014 | Authority, de la trilogía Southern Reach                                 | Autoridad          |                                                                                  |
| 2014 | Acceptance, de la trilogía Southern Reach                                | Aceptación         |                                                                                  |
| 2017 | The Strange Bird                                                         |                    |                                                                                  |
| 2017 | Borne                                                                    | -                  |                                                                                  |

### No ficción
| Año  | Título original                                                                 | Traducción oficial | Nominaciones y premios |
| ---- | ------------------------------------------------------------------------------- | ------------------ | --- |
| 2004 | Why Should I Cut Your Throat?                                                   | -                  | |
| 2009 | Booklife: Strategies and Survival Tips for the 21st Century Writer              | -                  | |
| 2010 | The Steampunk Bible                                                             | -                  | |
| 2011 | Monstrous Creatures: Explorations of Fantasy through Essays, Articles & Reviews | -                  | |
| 2013 | Wonderbook: The Illustrated Guide to Creating Imaginative Fiction               | -                  | Ganado - Premio BFSA Ganado - Premio Locus Nominado - Premio Hugo al mejor trabajo relacionado Nominado - Premio Mundial de Fantasía |

### Colecciones
| Año  | Título original                      | Traducción oficial | Nominaciones y premios |
| ---- | ------------------------------------ | ------------------ | ---------------------- |
| 1989 | The Book of Frog                     | -                  |                        |
| 1996 | The Book of Lost Places              | -                  |                        |
| 2001 | City of Saints and Madmen            |                    |                        |
| 2003 | The Day Dali Died                    | -                  |                        |
| 2004 | Secret Life                          | -                  |                        |
| 2004 | Why Should I Cut Your Throat?        | -                  |                        |
| 2005 | VanderMeer 2005                      | -                  |                        |
| 2006 | Secret Lives                         | -                  |                        |
| 2007 | The Surgeon's Tale and Other Stories | -                  |                        |
| 2010 | The Third Bear                       | -                  |                        |
| 2014 | Area X: The Southern Reach Trilogy   | -                  |                        |

### Antologías
| Año  | Título original                                                            | Traducción oficial | Nominaciones y premios              |
| ---- | -------------------------------------------------------------------------- | ------------------ | ----------------------------------- |
| 1994 | Leviathan 1                                                                | -                  |                                     |
| 1998 | Leviathan 2                                                                | -                  |                                     |
| 2002 | Leviathan 3                                                                | -                  | Ganado - Premio Mundial de Fantasía |
| 2003 | Album Zutique                                                              | -                  |                                     |
| 2003 | The Thackery T. Lambshead Pocket Guide to Eccentric & Discredited Diseases | -                  |                                     |
| 2007 | The New Weird                                                              | -                  |                                     |
| 2007 | Best American Fantasy                                                      | -                  |                                     |
| 2008 | Best American Fantasy: v. 2                                                | -                  |                                     |
| 2008 | Last Drink Bird Head                                                       | -                  |                                     |
| 2008 | Steampunk                                                                  | -                  |                                     |
| 2009 | Fast Ships, Black Sails                                                    | -                  |                                     |
| 2010 | Steampunk II: Steampunk Reloaded                                           | -                  |                                     |
| 2011 | The Thackery T. Lambshead Cabinet of Curiosities                           | -                  |                                     |
| 2012 | The Weird                                                                  | -                  | Ganado - Premio Mundial de Fantasía |
| 2014 | The Time Traveler's Almanac                                                | -                  |                                     |
| 2015 | Sisters of the Revolution: A Feminist Speculative Fiction Anthology        | -                  |                                     |
| 2016 | The Big Book of Science Fiction: The Ultimate Collection                   | -                  |                                     |